# Гоппел, Теймен
Теймен Гоппел (нидерл. Thijmen Goppel; род. 16 февраля 1997 года, Лейдердорп, Нидерланды) — нидерландский футболист, вингер клуба «Веен».

## Клубная карьера
Гоппел — воспитанник клуба АДО Ден Хааг. 21 октября 2017 года в матче против «ВВВ-Венло» он дебютировал в Эредивизи.
В сентябре 2019 года перешёл на правах аренды в МВВ Маастрихт